# Пермисское сельское поселение
Пермисский сельсовет — муниципальное образование (сельское поселение) в составе Большеберезниковского района Мордовии.
Административный центр — село Пермиси.

## Население
| 2002 | 2010 | 2012 | 2013 | 2014 | 2015 | 2016 |
| ---- | ---- | ---- | ---- | ---- | ---- | ---- |
| 599  | ↘429 | ↘416 | ↘400 | ↘379 | ↘356 | ↗373 |
| 2017 | 2018 | 2019 | 2020 | 2021 |      |      |
| ↘360 | ↘354 | ↘344 | ↘324 | ↗390 |      |      |

## Населенные пункты
| № | Населённый пункт | Тип населённого пункта       | Население |
| - | ---------------- | ---------------------------- | --------- |
| 1 | Михайловка       | деревня                      | ↘3        |
| 2 | Нерлей           | село                         | ↘20       |
| 3 | Новые Пермиси    | посёлок                      | ↘7        |
| 4 | Пермиси          | село, административный центр | ↘393      |
| 5 | Специальный      | посёлок                      | ↗6        |